# Эдсон (река)
Эдсон (англ. Edson River) — небольшая река в западно-центральной части канадской провинции Альберта. Приток реки Маклауд. Река, как и близлежащий город Эдсон, названа в честь Эдсона Джозефа Чемберлина (1852—1924), вице-президента и генерального директора Grand Trunk Pacific Railway, а также президентом Grand Trunk Railway.

## Описание

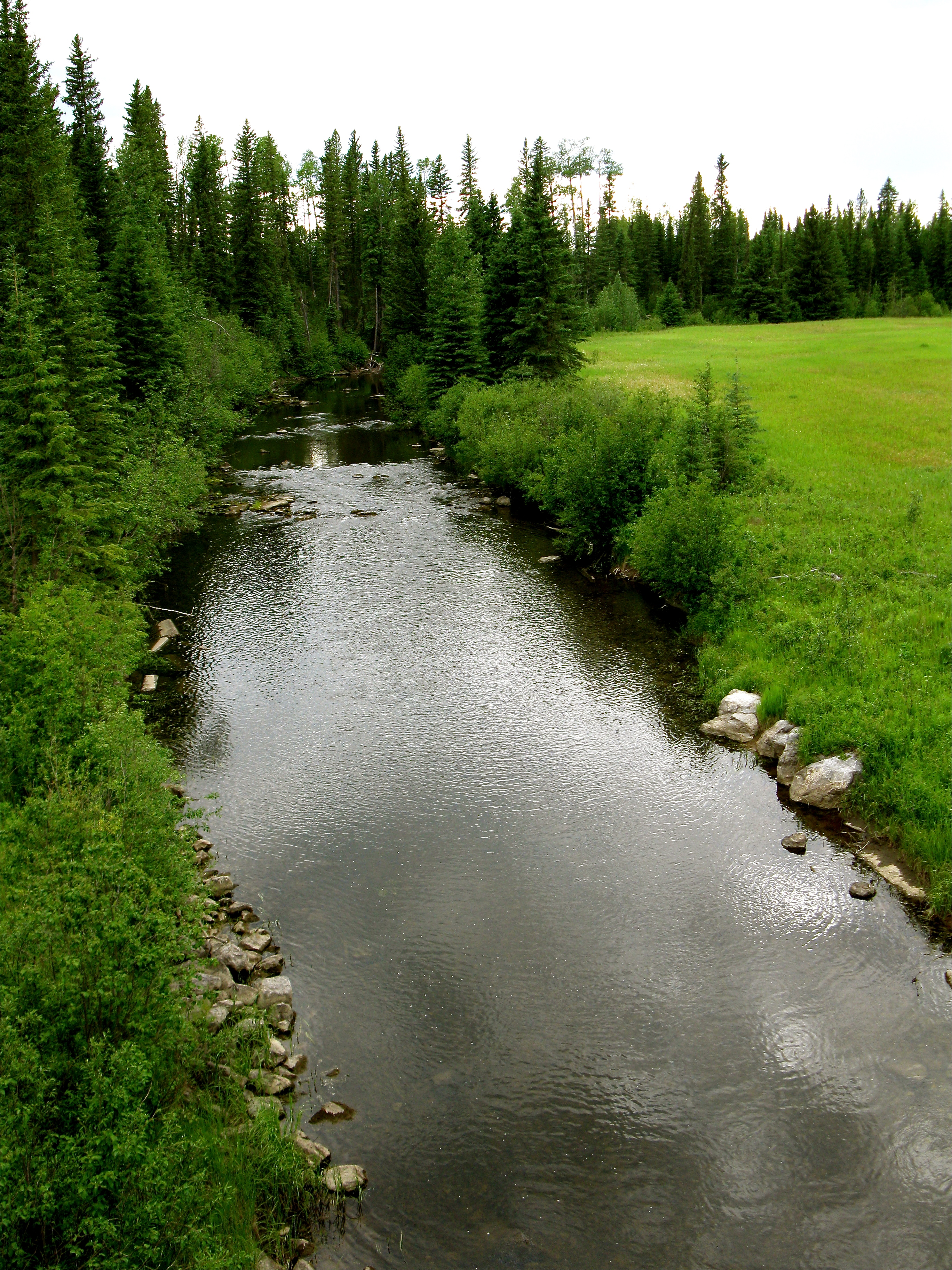
Эдсон у пересечения с шоссе Альберты 748

Эдсон течёт на восток и юго-восток от своего истока на холмах к северу от шоссе Альберты 16. Река собирает воды нескольких небольших ручьёв и пересекает дорогу Эмерсон-Лейк-Хол-роуд, многоцелевую дорогу, первоначально построенную нефтегазовой промышленностью. Эдсон дважды пересекает шоссе Альберты 748, прежде чем впасть в реку Маклауд возле местечка Вулф-Крик. Основной приток — Бенч-Крик.

## Фауна
Рыба, обитающая в Эдсон, недалеко от его впадения в Маклауд, включает осетровых, радужную форель, сибирского хариуса, горного валька и кумжу.